# 어스그레이징 유성

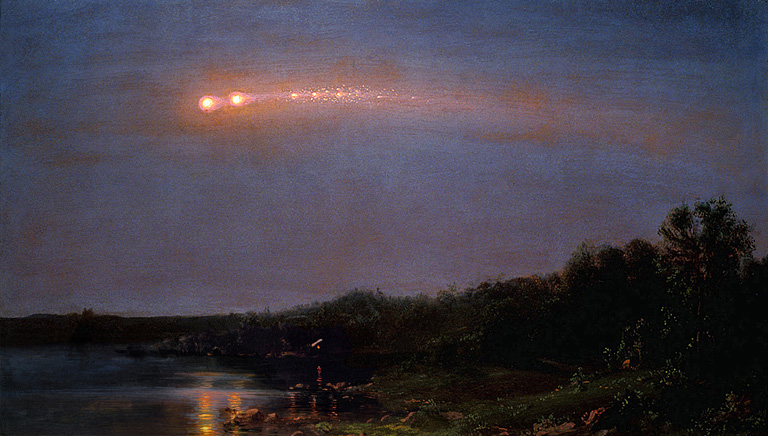
프레더릭 에드윈 처치의 "1860년 대유성". 150년 후인 2010년에 이 대유성이 어스그레이징 유성집단임이 밝혀졌다.

어스그레이징 유성(Earth-grazing fireball) 또는 어스그레이저(Earth-grazer)는 지구 대기권으로 접근했다 다시 우주로 떠나는 매우 밝은 유성을 만드는 유성체이다. 이 때 유성체가 지구 대기권을 통과하면서 폭발하거나 쪼개져 파편들이 지구로 낙하해 운석이 될 수도 있다. 이렇게 될 경우, 이 유성체들을 어스그레이징 유성집단(Meteor procession)이나 화구라고 부른다. 어스그레이징 유성의 가장 대표적인 예시로는 1972년 8월 10일 대화구와 1860년 7월 20일 대유성이 있다.

## 개요
어스그레이징 유성들은 지구 대기권을 통과하며 속도와 질량이 변하기 때문에, 대기 밖으로 나갈 때 유성의 궤도는 처음 지구 대기권에 진입했을 때와는 꽤 많이 달라진다.
지구 대기권의 높이가 어느정도까지인지에 대해서는 합의된 바가 없다. 성층권(~50 km), 중간권(~85 km), 열권(~690 km), 외기권(~10,000 km, 열권계면) 등으로 나눠져서 위로 올라갈수록 대기가 희박해지긴 하나 각 권간의 경계는 분명하지 않다. 예를 들어, 유성체는 지구에서 고도 85-120nbsp;km 고도에서 유성이 될 수 있다.

## 알려진 어스그레이징 유성

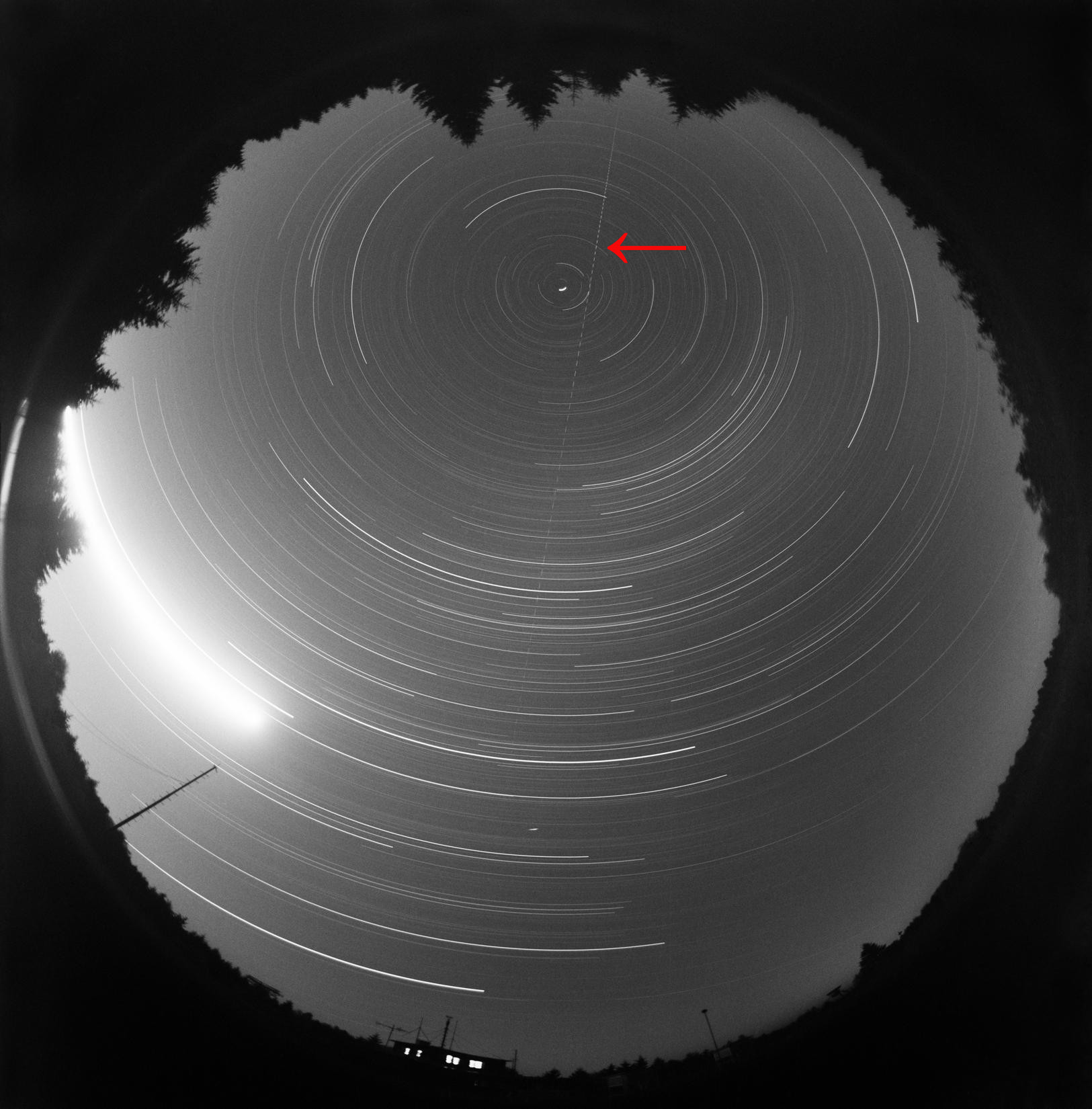
1990년 10월 13일 어스그레이징 유성이 지나갔을 때 체코슬로바키아 체르베나 호라에서 유럽 화구 네트워크가 촬영한 천구 사진. 왼쪽에 가장 밝은 선은 달이 지나간 흔적이다.

어스그레이징 유성이 관측되는 경우는 매우 드물다. 이는 유성체가 지구 대기권으로 접근하며 지구와 충돌하지 않고 대기권에 빠져나갈 때까지 충격파를 견뎌야 하기 때문이다. 2008년까지, 근대적 천체 관측 이후 총 4건의 어스그레이징 유성이 관측되었다.
- 1860년 7월 20일 대유성[1][3][4]
- 1913년 2월 9일 대유성 - 일시적으로 지구의 자연위성이 되었으나 결국은 파괴되었다.[10]
- 1972년 8월 10일 대낮 대화구 - US19720810라고도 부르며, 15 km/s의 속도로 미국, 캐나다 상공을 지나쳤다.(최초의 근대적 천체 관측)
- 1990년 10월 13일 어스그레이징 유성 - 40kg의 유성체가 41.5 km/s의 속도로 체코슬로바키아 상공을 지나쳤다.(먼 거리의 서로 다른 두 지점에서 촬영한 사진을 바탕으로 궤도를 계산한 최초의 사례)[7]
- 2006년 3월 29일 대유성 - 유성체가 18.8 km/s의 속도로 일본 상공 71.4 km 고도를 지나쳤다.[11][12]
- 2007년 8월 7일, EN070807이 유럽 상공을 지나쳤다. 희귀한 아텐 소행성이 지나친 것으로 확인되었다.[8][13]
- 2012년 6월 10일, ζ-페르세우스자리 유성군 중 일부가 대기권으로 진입하여 스페인 상공을 통과했으며 지구 대기권 510km을 일주했다. 이 유성은 가장 희미했던 어스그레이징 유성으로 논문으로만 보고되었으며 최초의 어스그레이징 유성우에 속한다.[14]
- 2014년 12월 24일, 크리스마스 이브에 SPMN241214가 천천히 북아프리카, 에스파냐, 포르투갈 상공을 통과하여 대기권을 1,200km 유영했다.[15]
- 2017년 7월 7일 데저트 파이어볼 네트워크가 오스트레일리아 서부와 남부를 관통하며 1,300 km 가량 지구 대기를 통과한 유성을 관측했다. 가장 낮게 접근한 고도는 58.5 km이며 유성체의 무게는 ~60 kg로 추정되었다.[16]

## 같이 보기
- 지구 접근 소행성 목록
- 지구 횡단 소행성 목록
- 유성체